# 久久美雄彦神社
久久美雄彦神社（くくみおひこじんじゃ）は、岐阜県養老郡養老町にある神社である。式内社の美濃国多芸郡久久美雄彦神社であり、旧社格は郷社。久々美雄彦神社とも表記される。
養老山地の北端近くの中腹にあり、東海自然歩道沿いである。

## 沿革
創建時期は不明。仁明天皇より承和5年（838年）従五位下の神階を授けられたということが続日本後紀に記述されていることから、平安時代初期以前の創建と推測される。
戦国時代の頃は久々見穗彦大明神、江戸時代は久々美雄彦神社大明神と呼称されていた記述がある。明治6年（1873年）に郷社となった際に久久美雄彦神社に改称している。

## 祭神
- 久久美雄彦神

久久美雄彦神はどのような神かは不明。以下の説がある。
1. 伊富岐神社の多多美彦命と同一神。但し伊富岐神社の祭神も八岐大蛇、天火明命、草葦不合尊などの諸説あるのだが、多多美彦命（夷服岳神、気吹男神、伊富岐神ともいう）は伊吹山の神とされている。
2. 天戸辺尊の分神である久久美穂彦神。天戸辺尊の詳細は不明であるが、大戸辺尊と推測される。

## 境内社
- 三社神社　（伊邪那岐神・伊邪那美神・木花咲屋姫神 ）
- 神明神社　（天照大御神）